# Thomas Sumter

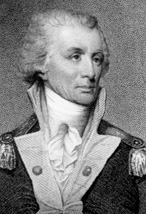
Thomas Sumter

Thomas Sumter, född 14 augusti 1734 nära Charlottesville, Virginia, död 1 juni 1832 nära Stateburg, South Carolina, kallad the Carolina Gamecock, var en amerikansk militär och politiker (demokrat-republikan). Han var en av ledamöterna i den första amerikanska kongressen. Han representerade South Carolina i båda kamrarna av USA:s kongress, först i representanthuset 1789-1793 samt 1797-1801 och sedan i senaten 1801-1810.
Sumter arbetade som fredsdomare i South Carolina och han deltog sedan i amerikanska revolutionskriget. Smeknamnet Gamecock ("stridstupp") härstammar från revolutionskriget. En brittisk general kommenterade att Sumter "slogs som en stridstupp". Han deltog i South Carolinas konstitutionskonvent som ratificerade USA:s konstitution. Plantageägaren Sumter röstade emot konstitutionen.
Sumter var ledamot av representanthuset i de första, andra, femte, sjätte och sjunde kongresserna. Senator Charles Pinckney avgick 1801 för att tillträda som chef för USA:s diplomatiska beskickning i Spanien och efterträddes av Sumter. Han omvaldes 1805. Han avgick fem år senare och efterträddes av John Taylor.
Fort Sumter har fått sitt namn efter Thomas Sumter liksom staden Sumter, som även kallas "Gamecock City" efter honom. Det finns ett Sumter County i fyra delstater: Alabama, Florida, Georgia och South Carolina. De har alla fått sina namn efter honom. Sumterstatyn utanför rättshuset i staden Sumter föreställer en ung Thomas Sumter.